# Liolà
Liolà è una commedia di Luigi Pirandello scritta in lingua siciliana nel 1916 durante la prima guerra mondiale, in un momento molto doloroso per la vita dell'autore: il figlio era detenuto in un campo di prigionieri di guerra e la moglie cadeva in sempre più frequenti crisi della sua malattia mentale. L'opera invece, nonostante questa angosciosa condizione della vita dell'autore,  è molto giocosa ed allegra, quasi spensierata, al punto che l'autore stesso dirà «è così gioconda che non pare opera mia».
La commedia fu messa in scena per la prima volta il 4 novembre 1916 al Teatro Argentina di Roma con la Compagnia di Angelo Musco. Poiché era scritta totalmente in lingua siciliana, all'inizio pubblico e critica avevano molte difficoltà nel comprendere i dialoghi. Questo inconveniente convinse l'autore ad inserire nel testo nel 1927 una traduzione in italiano della commedia.
La vicenda di Liolà è ispirata ad un episodio del capitolo IV del romanzo di Pirandello Il fu Mattia Pascal.
Ha per protagonista Neli Schillaci, detto Liolà. Nome di battesimo e soprannome erano già stati attribuiti ad un altro personaggio: Neli Tortorici, nella novella La mosca.
Liolà è un personaggio spensierato e vagabondo, sempre in sintonia con il mondo e la natura. Pur non essendo una commedia musicale, la vocazione alla poesia e al canto di Liolà è espressa in canzoni che si inframmezzano nel corso della vicenda.

## Trama

### Atto I
L'azione è ambientata nella campagna agrigentina, a settembre. Nella prima scena si vedono delle contadine intente a schiacciare mandorle nel podere della zia del protagonista, sorvegliate dal cugino di quest'ultima, il ricco zio Simone Palumbo.
Quest'ultimo è in pena perché, nonostante quattro anni di matrimonio in seconde nozze con la giovane Mita, non ha ancora un figlio a cui lasciare la "roba", cioè tutti i suoi averi. Su di lui e su questa sua ossessione convergono le trame dei giovani Liolà, Tuzza e Mita. Tuzza è la figlia di zia Croce, la proprietaria del podere, mentre Liolà è uno spensierato bracciante. È un grande seduttore, un dongiovanni, tanto che ha reso madri tre ragazze, tenendosi poi i figli ed affidandoli alla madre, zia Ninfa. Mita è un'orfana che zio Simone aveva preso in moglie sperando così di coronare il sogno di un erede: la speranza delusa causa ora il disprezzo per la moglie accusata di una sua presunta sterilità.
Tuzza, per far dispetto a Mita, che prima delle nozze aveva una tresca con Liolà, si lascia sedurre da quest'ultimo e ne rimane incinta. Liolà allora si sente in dovere di riparare al torto fatto e chiede la mano a Tuzza, la quale tuttavia rifiuta. Ella, infatti, non vuole un marito che "sarebbe di tutte". Con la complicità della madre, invece, tenta di far riconoscere il figlio dallo zio, vecchio ma ricco.

### Atto II
Nel secondo atto lo zio Simone, ormai raggirato da Tuzza che lo ha convinto della sua paternità, con fierezza grida alla moglie che il figlio di Tuzza è suo e che al suo erede lascerà tutte le sue proprietà.
Per sfuggire alle ire del marito, Mita si rifugia nella casa di zia Gesa, vicina di casa di Liolà. Quest'ultimo è legato a Mita dal rancore nei confronti di Tuzza: lui perché offeso dal rifiuto delle nozze riparatrici, lei perché con l'inganno Tuzza le sta portando via il marito e i suoi averi.
Liolà allora offre alla ragazza le sue risorse di amante prolifico per dare allo zio Simone l'erede tanto voluto; lei dapprima rifiuta ma la sera, gli apre la porta di casa.

### Atto III

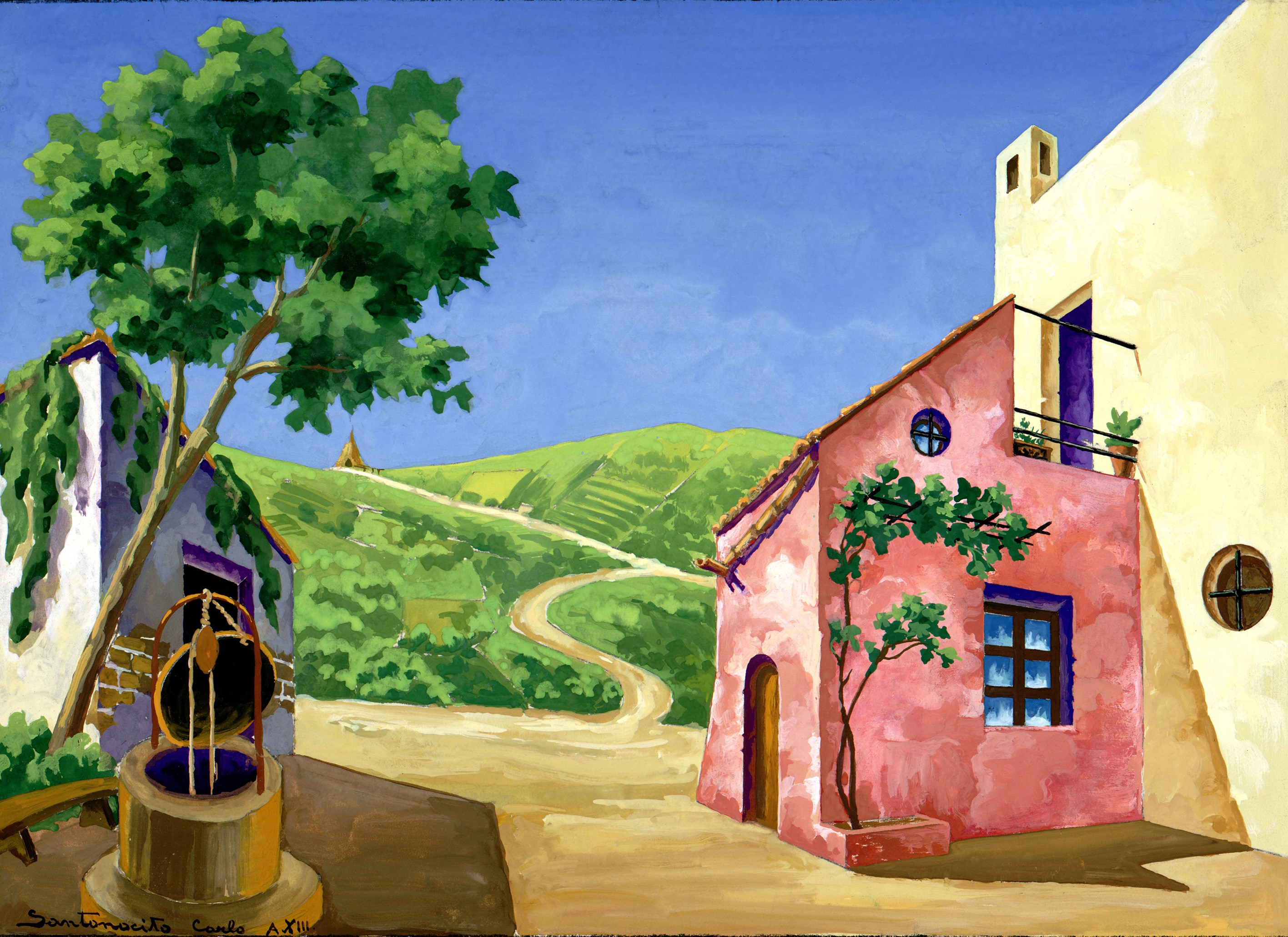
Il vigneto di Zia Croce, bozzetto di Carlo Santocino per Liolà, atto III. Archivio Storico Ricordi

Nel terzo atto, che si svolge un mese dopo gli avvenimenti precedenti,  nel periodo della vendemmia, zio Simone annuncia pubblicamente che la moglie gli ha dato finalmente un figlio legittimo che si va ad aggiungere a quello illegittimo di Tuzza: in realtà nessuno dei due gli appartiene veramente come padre.
A questo punto il vecchio vorrebbe che Liolà prendesse in moglie Tuzza, ma lui rifiuta, perché sposandola avrebbe perso tutta la sua spensieratezza ed affidando quindi anche questo ennesimo figlio alla madre.
Tuzza, furibonda, si scaglia addosso a Liolà con un coltello, riuscendo però solo a ferirlo leggermente, cosa che non scalfisce affatto il buonumore del giovane che le chiede di dare il figlio a lui.

## Critica
Antonio Gramsci fece notare nell'Avanti! che l'opera non ebbe molto successo perché il pubblico, nel finale, voleva "il sangue o il matrimonio". Aggiunse anche, però, che quest'opera "è il prodotto migliore dell'energia letteraria di Luigi Pirandello, è una farsa che si riattacca ai drammi satireschi della Grecia antica, Mattia Pascal, il melanconico essere moderno, vi diventa Liolà, l'uomo della vita pagana, pieno di robustezza morale e fisica".

## Temi trattati e significato dell'opera
La società contadina descritta da Pirandello nella commedia, richiama, per certi versi, le tematiche verghiane: quelle caratterizzate dalla brama di possesso per le ricchezze materiali, per la terra, per la roba.
In questo mondo rurale, piccolo nel suo egoismo e ipocrisia, grandeggia e agisce da elemento sovvertitore la figura panica di Liolà, un semplice bracciante che, senza alcun interesse per il benessere materiale, vive senza remore la sua sessualità, sconvolgendo allegramente e senza neppure accorgersene, le regole grette e meschine della morigerata società in cui vive. È un individuo che dà voce alla sua personalità più viva e autentica, indifferente alla forma che la società gli vorrebbe imporre.
Come in altre opere di Pirandello, proprio colui che appare il colpevole trasgressore delle norme sociali è invece il giusto e generoso riparatore dei torti subiti da chi è stato ingannato: aiutando Mita ad essere riammessa in casa del marito, mettendola incinta quasi per burla, Liolà, seguendo spensieratamente la sua natura, ristabilisce la giustizia.
Anche il tema tipicamente pirandelliano della impossibilità per gli uomini di conoscere la realtà in quanto essa viene schermata dalla proiezione soggettiva della nostra personalità, o meglio del ruolo sociale che abbiamo, è raffigurato nel personaggio dello zio Simone che riconosce come figli due bambini che in realtà non sono suoi ma che a lui appaiono come sua progenie.

## Versioni successive
Nel 1935 venne portata in scena una riduzione di Liolà in napoletano, adattata da Peppino De Filippo con la partecipazione di Luigi Pirandello, che assistette anche alle prove. La prima avvenne al Teatro Odeon di Milano il 21 maggio, con Peppino nel ruolo di Liolà, Eduardo in quello di Don Emilio (trasposizione dello Zio Simone) mentre Titina De Filippo nel corrispettivo di Tuzza. La scena venne spostata dalla campagna agrigentina a quella della costiera amalfitana.
Tra gli attori che hanno preso parte ad altre importanti messinscene della commedia sono da ricordare Enrico Maria Salerno e Turi Ferro.
La prima rappresentazione di Liolà nel Regno Unito in inglese è stata presentata al Bloomsbury Theatre di Londra, dall'Internationalist Theatre, diretto e tradotto dall'italiano Fabio Perselli. Corriere della Sera observed: "Il successo è stato particolarmente vivo e le recensioni della stampa molto positive".

## Trasposizioni cinematografiche
- Liolà, regia di Alessandro Blasetti (1963)

## Edizioni
- Luigi Pirandello, Maschere nude, a cura di Italo Zorzi e Maria Argenziano, Newton Compton Editori, 2007.